# Nikołaj Afanasjewski
Nikołaj Nikołajewicz Afanasjewski (ros. Николай Николаевич Афанасьевский, ur. 1 października 1940 w Moskwie, zm. 23 czerwca 2005 w Warszawie) – radziecki i rosyjski dyplomata, ambasador w Polsce w latach 2002–2005.

## Życiorys
W 1964 ukończył studia w Moskiewskim Państwowym Instytucie Stosunków Międzynarodowych.
Po ukończeniu studiów pracował w dyplomacji. Przez dwa lata był pracownikiem radzieckiej ambasady w Kamerunie, a następnie Departamentu Obsługi Językowej i Wydziału Europejskiego I MSZ. W latach 1973–1975 był doradcą delegacji radzieckiej na Konferencję Bezpieczeństwa i Współpracy w Europie. Od 1976 pracował w Ambasadzie ZSRR we Francji, gdzie pełnił kolejno funkcje: I sekretarza, radcy i radcy-ministra. W latach 1983–1986 był zastępcą kierownika, a od 1986 kierownikiem Wydziału Europejskiego I MSZ.
W latach 1990–1994 kierował misją dyplomatyczną ZSRR, a następnie Rosji w Belgii, pełniąc jednocześnie funkcję przedstawiciela przy NATO i Unii Zachodnioeuropejskiej. W 1994 został zastępcą ministra spraw zagranicznych, a w 1999 objął funkcję Ambasadora Rosji w Paryżu.
Od 2002 do śmierci w 2005 wykonywał obowiązki ambasadora Federacji Rosyjskiej w Polsce.